# Lettera d'amore

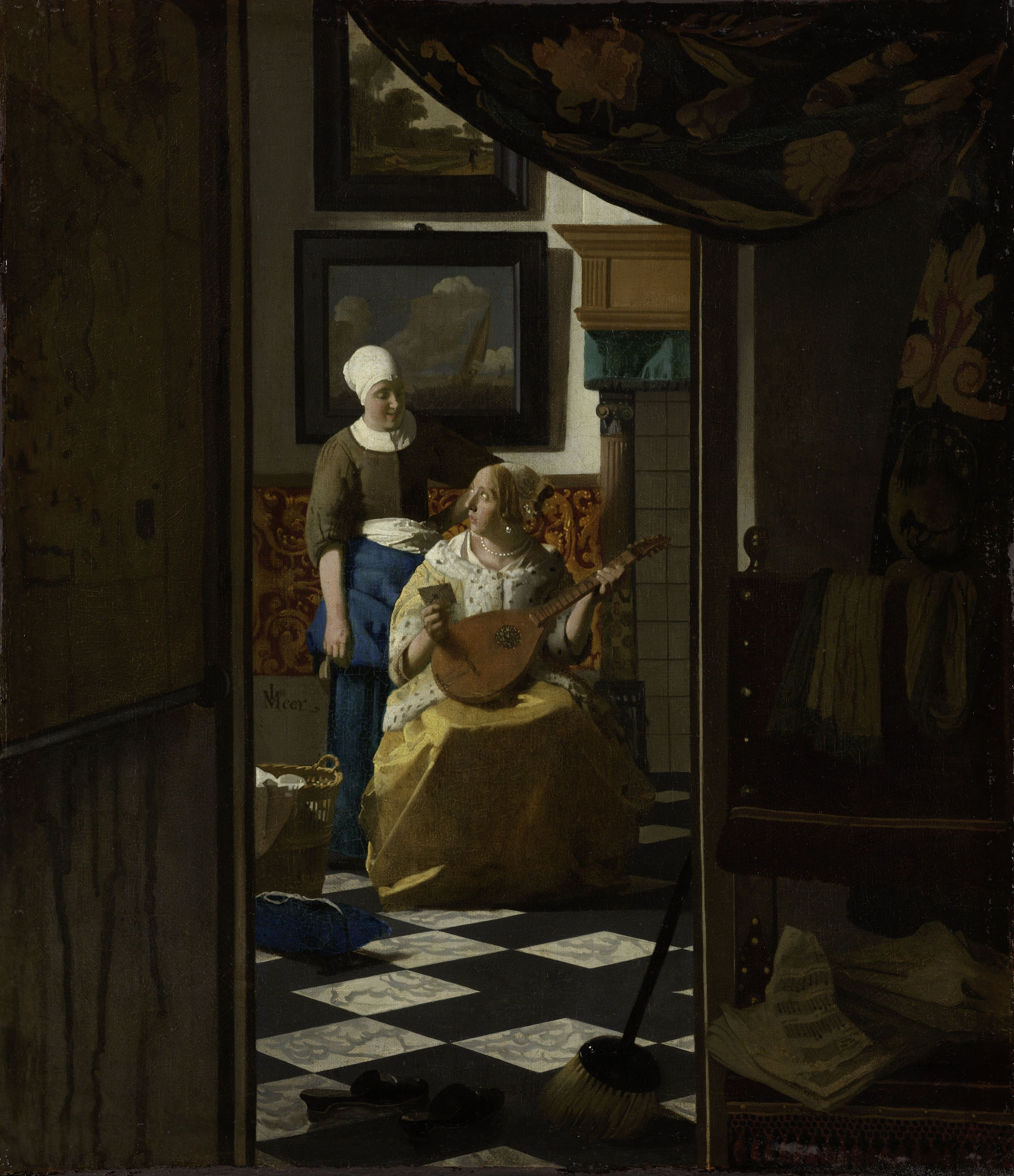
Lettera d'amore by Johannes Vermeer.

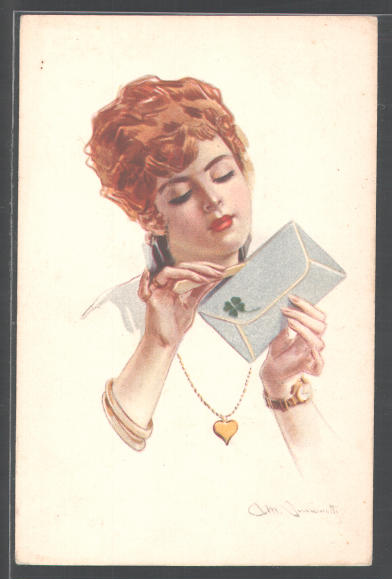
Amedeo Simonetti: Opening a love letter

Una lettera d'amore è una missiva indirizzata a una persona amata con l'espressione dei sentimenti d'amore che il mittente prova (o asserisce di provare) verso la persona in questione. Può essere un elemento del corteggiamento oppure una delle modalità attraverso cui viene alimentato un rapporto amoroso. La loro diffusione è stata massima durante e dopo il periodo del Romanticismo.

## Storia
Uno dei più antichi riferimenti a una lettera d'amore risale alla mitologia indiana circa 5000 anni fa (menzionata nel Bhagavatha Purana, libro 10, capitolo 52) indirizzata dalla principessa Rukmini al re Krishna, consegnata dal suo messaggero bramino Sunanda.
Alcuni esempi di lettere d'amore si possono trovare anche nell'antico Egitto e nella Cina imperiale.
Ad esempio, intorno al 1323 a.C., Suppiluliuma, il re degli Ittiti, ricevette una proposta di matrimonio in una lettera dalla vedova del faraone d'Egitto da poco scomparso, Nibhururiya. 
Nell'antica Roma, "la difficile costruzione e ricezione della lettera d'amore" costituiva il centro dell'Ars Amatoria: "La lettera d'amore è situata al centro dell'erotismo ovidiano".
Il Medioevo vide lo sviluppo formale dell'Ars dictaminis, compresa l'arte della scrittura di lettere d'amore. Re Enrico VIII d'Inghilterra scrisse una serie di lettere d'amore segrete ad Anna Bolena.
La lettera d'amore ha continuato ad essere insegnata come abilità all'inizio del XVIII secolo, come in The Spectator di Richard Steele.
Con l'arrivo di Internet e del digitale le espressioni d'amore scritte sono tornate parzialmente di moda.

### Lettere d'amore famose
- Abelardo ed Eloisa si incontrarono per la prima volta nel 1115 quando Abelardo, canonico di Notre Dame, fu incaricato di farle da insegnante, e si innamorarono. Le lettere della coppia, scritte dieci anni dopo la loro separazione, danno un quadro della passione dei due amanti[9][10].
- Quando Mozart incontrò per la prima volta Maria Anna Thekla Mozart[11] nel 1777, i due cugini andarono subito d'accordo e la giovane coppia sviluppò uno stretto legame. Ciò portò a una serie di lettere affettuose[12][13].

- Scambiandosi oltre 574 lettere in meno di due anni, i poeti dell'era vittoriana Elizabeth Barrett e Robert Browning si innamorarono mentre scrivevano e condividevano i loro pensieri e idee sulla scrittura e la filosofia iniziando a scriversi senza essersi mai visti. Robert infatti scrisse nel 1845[14][15]:“Amo i vostri versi con tutto il mio cuore, cara signorina Barrett… e amo anche voi… questa vostra poesia grandiosa e viva, di cui ogni fiore ha messo radici ed è sbocciato… tanto mi è entrata dentro da diventare parte di me.”

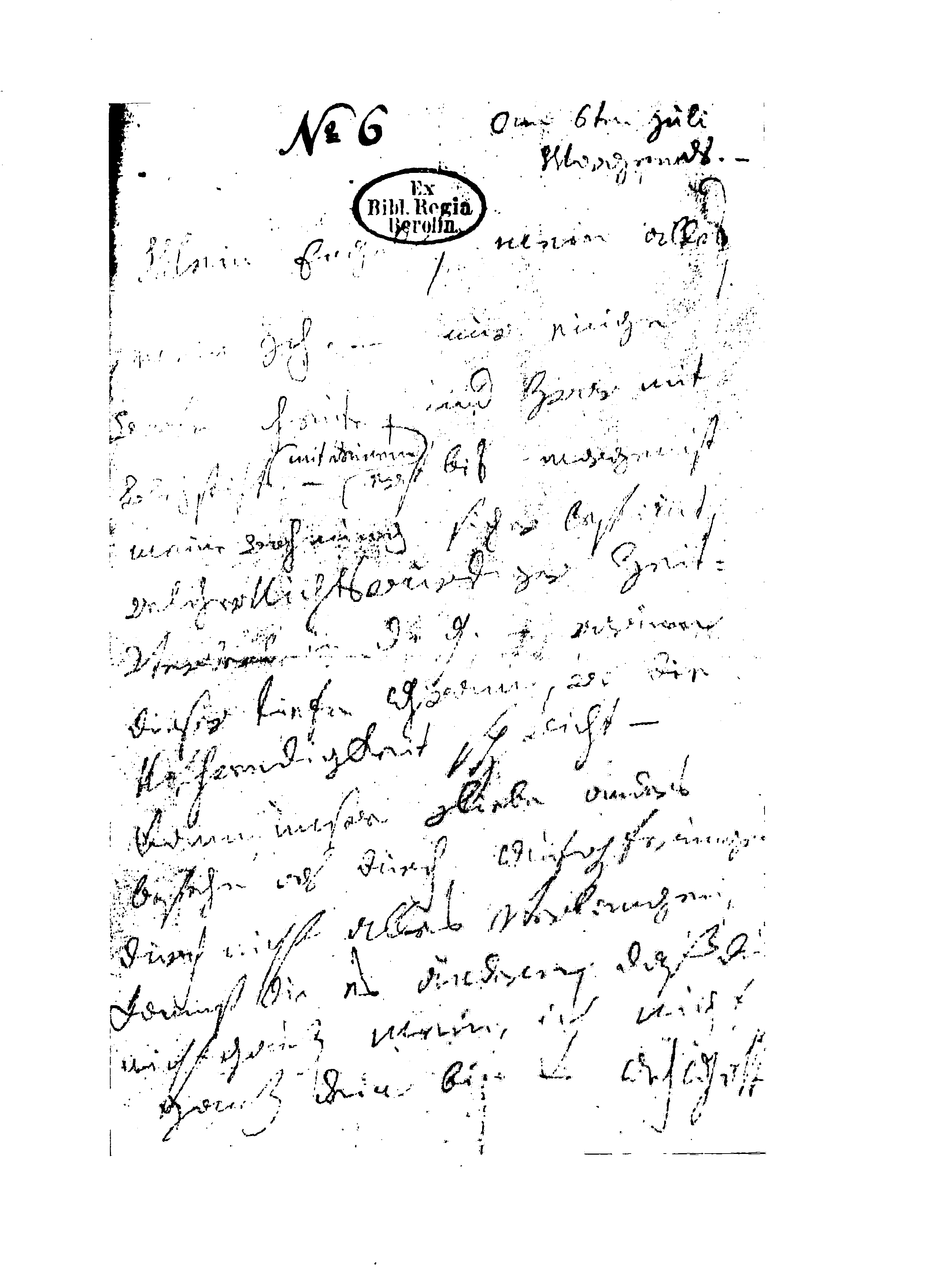
Facsimile della prima pagina della lettera all'amata immortale

Il compositore tedesco Ludwig van Beethoven nella sua lettera all'amata immortale (forse indirizzata alla viennese Antoine von Birkenstock) scrisse:
Pur ancora a letto, i miei pensieri volano a te, mia Immortale Amata, ora lieti, ora tristi, aspettando di sapere se il destino esaudirà i nostri voti — posso vivere soltanto e unicamente con te, oppure non vivere più — Sì, sono deciso ad andare errando lontano da te finché non potrò far volare la mia anima avvinta alla tua nel regno dello spirito — Sì, purtroppo dev'essere così — Sarai più tranquilla, poiché sai bene quanto ti sia fedele. Nessun'altra potrà mai possedere il mio cuore — mai — mai — oh Dio, perché si dev'essere lontani da chi si ama tanto. (...)
- Una storia d'amore letteraria che si è svolta attraverso la comunicazione scritta è stata quella del famoso scrittore americano Francis Scott Fitzgerald e di Zelda Sayre Fitzgerald[17].
- Il romanziere premio Nobel Ernest Hemingway scrisse 61 lettere in 10 anni all'attrice Marlene Dietrich[18].
- Napoleone Bonaparte è anche noto per l'amore appassionato che aveva per la sua prima moglie (a cui scrisse una lettera romantica) Giuseppina Beauharnais[19].
- Nel 1920 Kafka ebbe una breve relazione con Milena Jesenska, una giornalista ceca. Kafka comunicava spesso con Milena attraverso lettere d'amore[20].
- Le lettere di Oscar Wilde (The Letters of Oscar Wilde) è l'opera di Oscar Wilde che racchiude tutte le lettere vergate nel corso della sua vita a corrispondenti privati o apparse a suo tempo sui giornali. La lettera che svela la tormentata storia d'amore tra Wilde e il giovane poeta e scrittore Alfred Douglas è tra le più conosciute[21][22].
- Sigmund Freud e Martha Bernays furono segretamente fidanzati nel 1882. La loro relazione fu caratterizzata da lettere d'amore[23].
- Nella storia degli Stati Uniti, il secondo presidente John Adams e sua moglie Abigail si scambiarono molte lettere d'amore[24][25].
- Dylan Thomas e Caitlin McNamara hanno descritto la loro relazione in una serie di lettere d'amore scritte nel corso del 1936[26].
- I famosi pittori messicani Frida Kahlo e Diego Rivera si scambiarono lettere d'amore[27].
- Warren Harding è stato il 29º presidente degli Stati Uniti. Tradì sua moglie con una donna di nome Carrie Fulton Philips. Nel 1963 vennero scoperte le lettere d'amore che i due si scambiavano in segreto tra il 1910 e il 1920[28].
- La relazione della pittrice Georgia O'Keeffe e il suo successivo matrimonio con il famoso fotografo americano Alfred Stieglitz fu caratterizzata da lettere d'amore[29][30].
- Richard Burton scrisse ad Elizabeth Taylor una lettera d'amore[31].
- La famosa cantante punk Patti Smith e il fotografo Robert Mapplethorpe ebbero una breve storia e Smith scrisse una lettera d'amore dedicata a Robert dopo la morte di quest'ultimo[32].
- Nel mondo della musica il rapporto tra Johnny Cash e June Carter fu molto famoso. Una lettera d'amore venne scritta da Cash per celebrare il 65ºcompleanno di June[33].